# West Texas Intermediate
West Texas Intermediate (WTI) ist eine leichte, schwefelarme („süße“) Rohölsorte aus den USA. Aufgrund dieser Eigenschaften kann es mit relativ geringem technischen Aufwand raffiniert und zu leichten Mineralölen, beispielsweise Benzin, verarbeitet werden. Seiner Farbe und seiner Herkunftsregion verdankt es die scherzhafte Bezeichnung Texas tea (‚Texas-Tee‘). Der Preis pro Barrel (159 Liter) WTI gilt als wichtiger Indikator für Angebot und Nachfrage von Rohöl auf dem Weltmarkt sowie als Richtwert für die Preisfestsetzung anderer in den USA geförderter Ölsorten. Er bewegt sich in der Regel im gleichen Bereich wie der Preis der leichten Nordseesorte Brent, einer weiteren „Standardsorte“, kann aber geringfügig von diesem abweichen.

## Förderregionen
Typusregion der Rohölsorte West Texas Intermediate sind die konventionellen Ölfelder des Permian Basin, eines fossilen Sedimentbeckens, das sich über weite Teile des Untergrundes der Westhälfte von Texas und angrenzender Gebiete im Südosten von New Mexico erstreckt. Es gehört zu den bedeutendsten Ölfördergebieten der Welt. Zwischen 2000 und 2011 kamen rund 70 % des texanischen und mehr als 10 % des US-amerikanischen Rohöls aus dem Permian Basin. Daneben wird zumindest auch das in der Küstenebene des Golfs von Mexiko geförderte Öl als WTI klassifiziert.

## Physikalische Eigenschaften und Zusammensetzung
Frisches, „unverwittertes“ WTI ist durchscheinend und von goldgelber bis mittelbrauner Farbe. Es hat einen Schwefelgehalt von teils deutlich unter 1 Gew.-% A und einen Wassergehalt von weniger als 0,1 Gew.-%. Der Flammpunkt liegt bei −10 bis −20 °C B, der Pourpoint bei −20 bis −30 °C C. Die Dichte bei 15 °C beträgt 0,82 bis 0,85 g/ml D, das entspricht einem API-Grad von ca. 35 bis 40 E. Die Viskosität bei 15 °C liegt im Bereich von 7 bis 9 mPa·s F. Der Gehalt an gesättigten Kohlenwasserstoffen beläuft sich auf 65 bis 80 Gew.-% G und der Gehalt an Aromaten liegt bei 15 bis 25 Gew.-% H. Die übrigen organischen Bestandteile sind Harze (6 Gew.-%), Wachse (3 bis 4 Gew.-%) und Asphaltene (rund 1 Gew.-%). Der Gesamtanteil flüchtiger organischer Verbindungen (engl. volatile organic compounds, VOC) liegt bei 1,5 %, bei einem BTEX-Anteil von knapp 1 % (0,14 % Benzol, 0,29 % Toluol, 0,11 % Ethylbenzol, 0,43 % Xylol). J Die am stärksten vertretenen Metalle sind Kalzium (100 ppm), Magnesium (25 ppm), Eisen (23 ppm) und Nickel (19 ppm). J

## Preisentwicklung

Preisentwicklung für WTI und Brent im Vergleich (1987–2022)

Am 29. April 2011 schloss WTI mit 113,39 $ auf dem höchsten Stand seit August 2008, nachdem der Preis infolge der Banken- und Wirtschaftskrise eingebrochen war. Unabhängig von diesen Preisschwankungen lag der WTI-Preis seit Jahrzehnten fast immer etwas (in der Regel 1–3 $) über dem Preis der Nordseesorte Brent. Mit Einsetzen des Winters 2010/2011 begann jedoch ein deutlicher relativer Preisrückgang von WTI gegenüber Brent. Bis September 2011 weitete sich diese Preisschere bis auf 27 $ aus und schloss sich danach allmählich, diskontinuierlich wieder. Im 3. Quartal 2014 erreichte die Preisdifferenz wieder normale Werte, mit dem Unterschied, dass der Preis von Brent nunmehr meist über dem von WTI lag. Als Ursache für die Preisschere wurde ein Überangebot von Rohöl in Cushing, Oklahoma, dem zentralen Handelsplatz für WTI, ermittelt. Es wurde auf die „Schieferölrevolution“ (vgl. → Hydraulic Fracturing) in den USA, einen Anstieg der Importe aus Kanada und eine für den raschen Abbau eines solchen Überangebotes unzureichende Transport-Infrastruktur zurückgeführt.
Am 19. April 2020 um 18:00 New Yorker Zeit (20. April, 00:00 Uhr MEZ) begann der vorletzte Handelstag von WTI-Terminkontrakten für Mai 2020 mit einer Kursnotierung von über 17 $. Kurz nach 18:00 MEZ sank die Notierung unter 10 $ und fiel zwei Stunden später zum ersten Mal in der Geschichte des Handels mit Rohöl-Terminkontrakten und für die letzten drei Handelsstunden unter 0 $. Nach einem Tagestiefstwert von −40,32 $ schloss der Kurs bei −37,63 $. Zum Handelsende am nächsten Tag stieg die Notierung auf 10,01 $, während der neue Frontmonat Juni 2020 um 43 % auf 11,57 $ einbrach. Ursächlich für diesen historischen Kursverfall war der Einbruch der Rohölnachfrage in Folge des Corona-Lockdowns in weiten Teilen der USA. Lagerkapazitäten wurden zunehmend knapper und Tanker als schwimmende Lager angemietet.